# Johann Mörtl
Johann Mörtl (* 2. August 1821 in Dobrova, Gemeinde Maria Gail (heute Stadt Villach); † 9. Januar 1895 in Graz) war Advokat und Abgeordneter zum Österreichischen Abgeordnetenhaus.

## Leben
Johann Mörtl war Sohn des Landwirts Lukas Mörtl († 1871). Er besuchte ab 1834 ein Gymnasium in Klagenfurt und studierte danach Rechtswissenschaft. Er wurde Advokaturskonzipient in Graz, ab 1855 Advokat in Cilli und 1871 in Graz. Im Jahr 1890 begab er sich in den Ruhestand.
Er war von 1861 bis 1864 Mitglied im steiermärkischen Landtag (I. Wahlperiode), Kurie Landgemeinden. Von 1861 bis 1862 und von 1867 bis 1868 war er auch Bürgermeister von Cilli.
Er war römisch-katholisch und blieb zeitlebens ledig.

## Politische Funktionen
Johann Mörtl war vom 29. April 1861 bis zum 3. November 1864 Abgeordneter des Abgeordnetenhauses im Reichsrat (I. Legislaturperiode) und vertrat dort für das Kronland Steiermark die Kurie Landgemeinden in der Steiermark (Cilli, Franz, Oberburg, Erlachstein, Tüffer, Gonobitz, Windischgratz, Schönstein, Mahrenberg, Marburg, Windisch-Feistritz, St. Leonhard, Luttenberg, Friedau, Ober-Radkersburg, Pettau, Rohitsch, Rann, Drachenburg, Lichtenwald). Er verzichtete am 26. Oktober 1864 auf sein Mandat, am 3. November 1864 wurde sein Amtsrücktritt gemeldet.